# Perisher

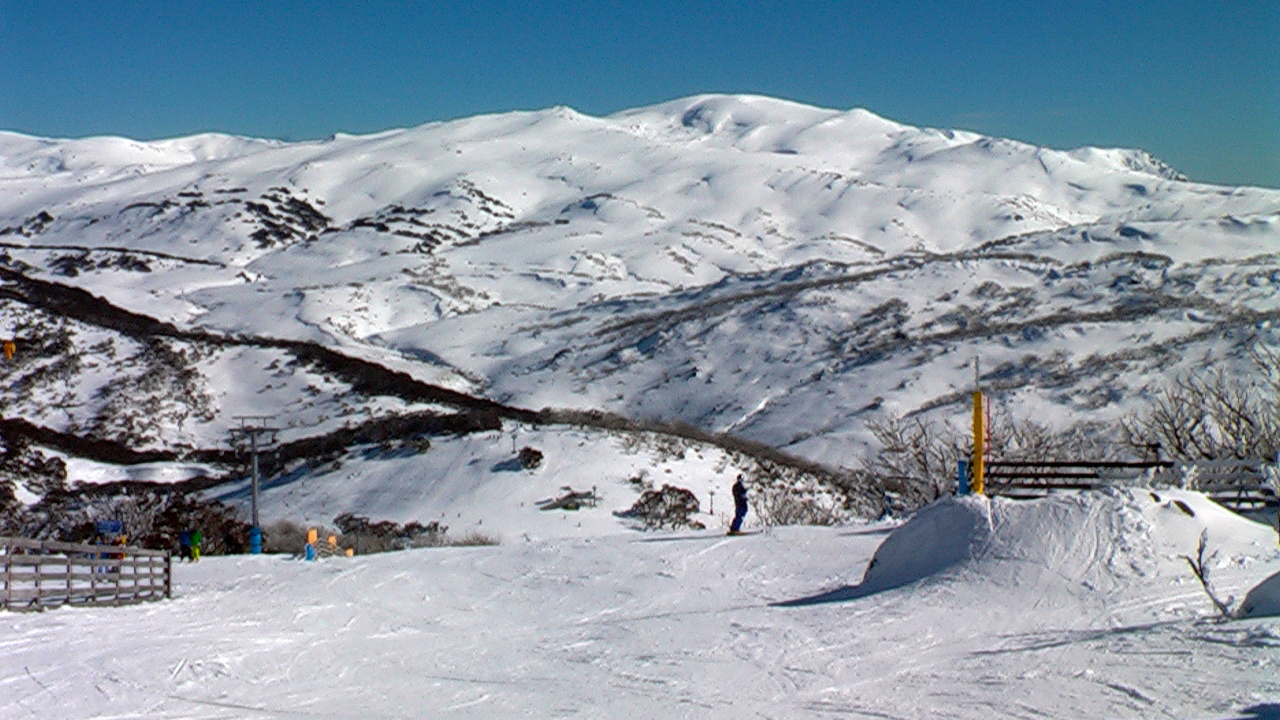
Guthega, Perisher.

Perisher é uma estação de esqui no estado de Nova Gales do Sul, na Austrália, localizada dentro do Parque Nacional Kosciuszko (Kosciuszco National Park), na região das Montanhas Nevadas (Snowy Mountains) 
A temporada de esqui é iniciada no início do mês de Junho, e dura geralmente até Outubro, anualmente.

## Galeria

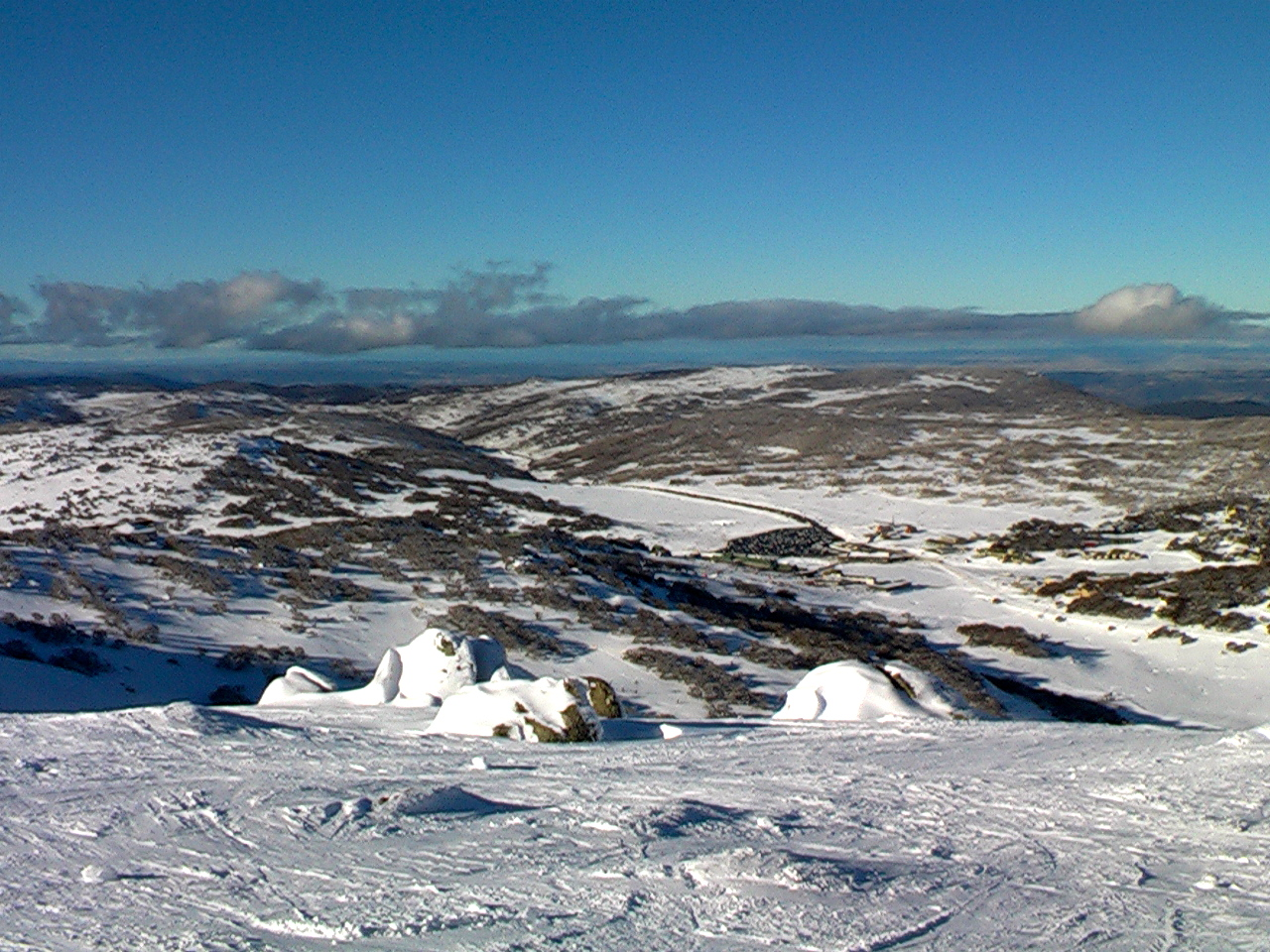
Perisher Valley
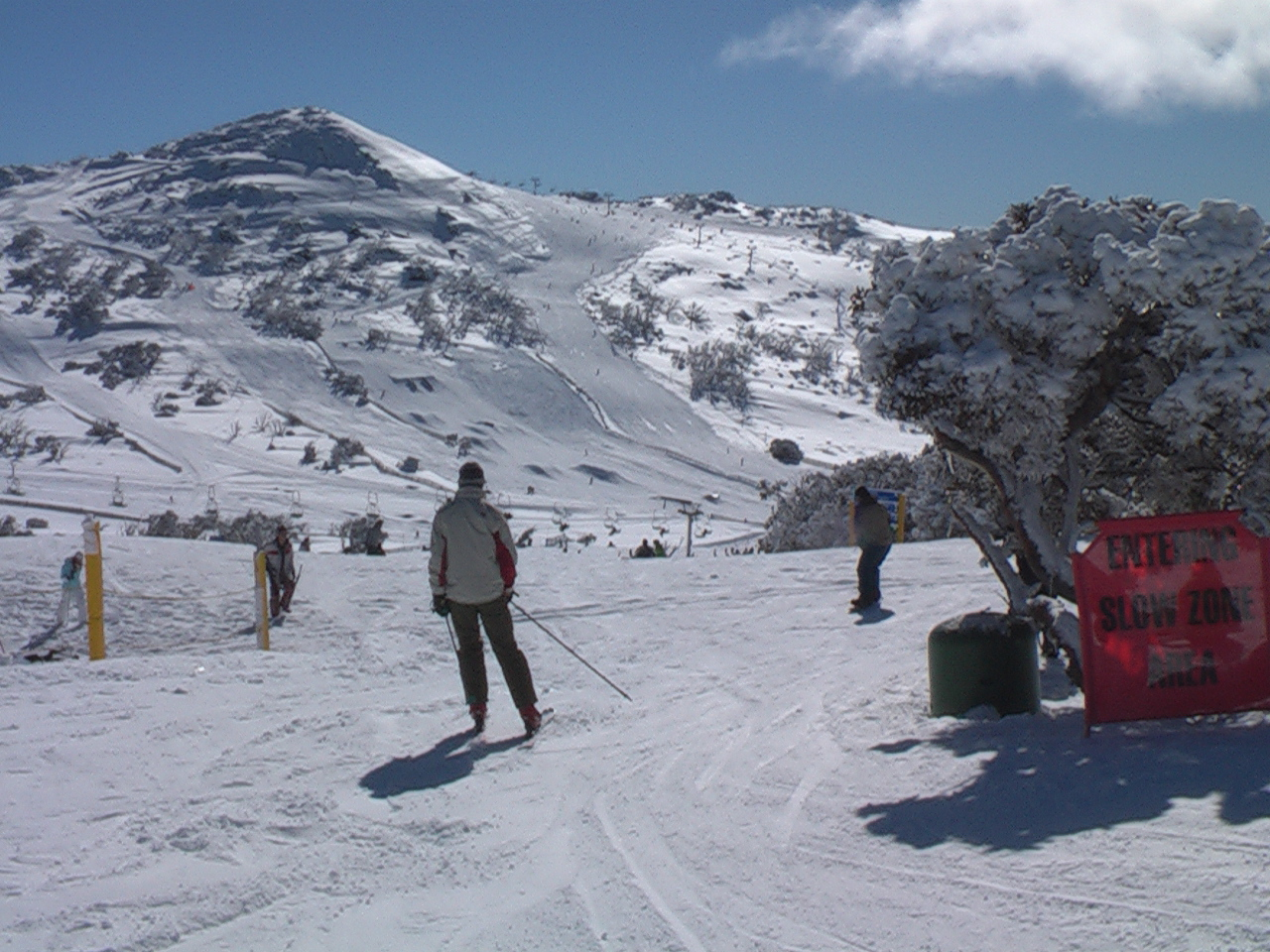
Mount Blue Cow, Perisher
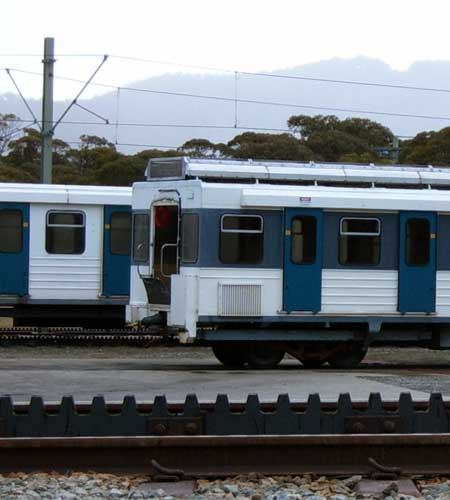
Skitube, Bullocks Flat